# Wilhelm Wache
Wilhelm Wache (* 21. Februar 1875 in Johannesthal, Schlesien; † 31. August 1939 in Wien-Schwechat) war ein österreichischer Politiker der Sozialdemokratischen Arbeiterpartei (SdP).

## Leben
Nach dem Besuch der Volks- und Bürgerschule ging er an ein Lehrerbildungsseminar in Troppau. Er wurde Lehrer an verschiedenen Schulen Niederösterreichs und später Schuldirektor bis zu seiner Pensionierung im Jahr 1932.

## Politik
Wache wurde 1918 Obmann der Freien Lehrergewerkschaft Österreichs.
Von 1932 bis 1934 war er Bürgermeister von Schwechat.
Vom 3. Juni 1932 bis zum 17. Februar 1934 war er Abgeordneter zum Nationalrat (IV. Gesetzgebungsperiode), SdP.
Wilhelm Wache verbüßte politische Freiheitsstrafen. Er war 1934 im Anhaltelager Wöllersdorf in Haft.